# Antipasto

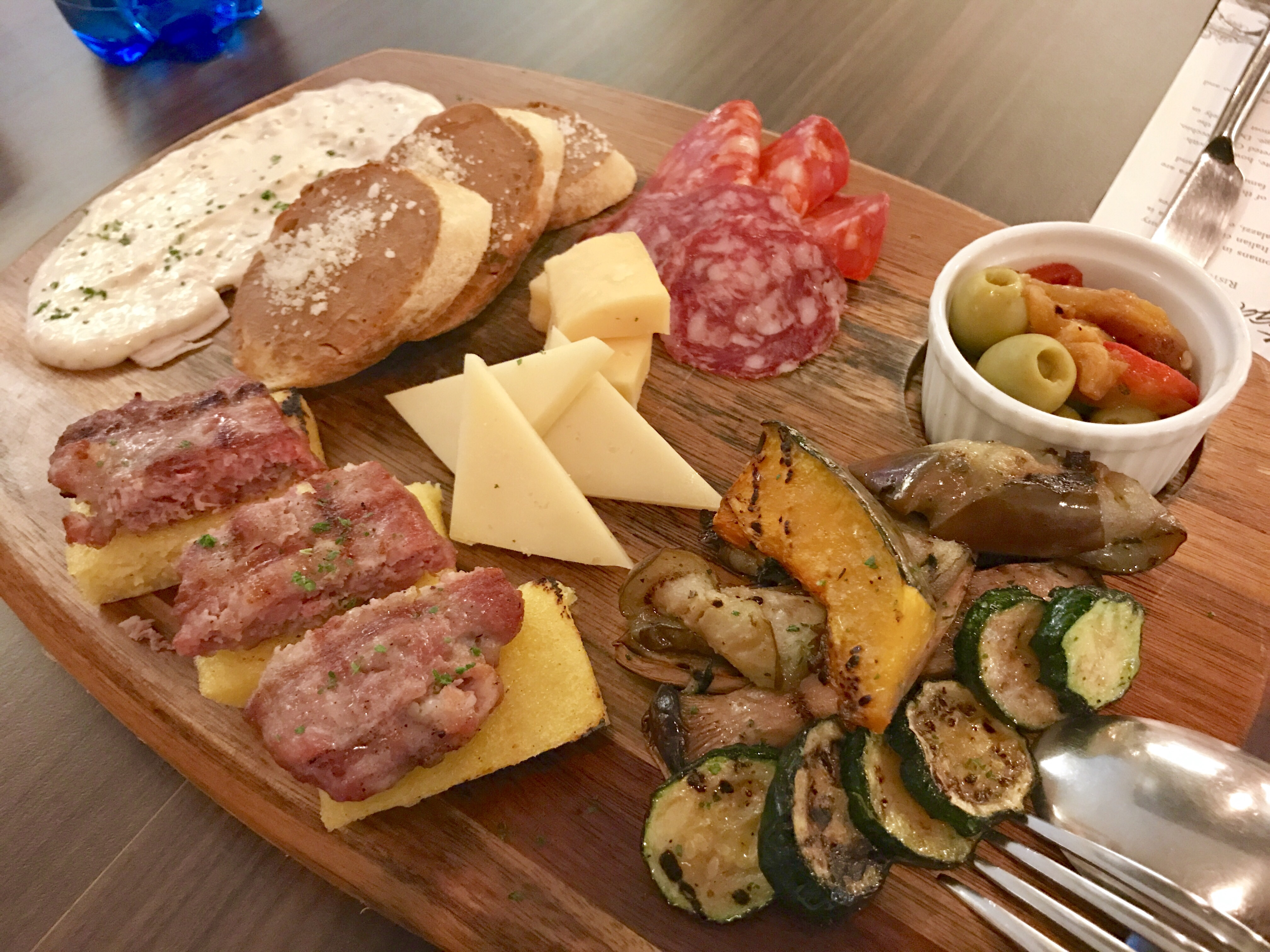
Italienische Antipasti

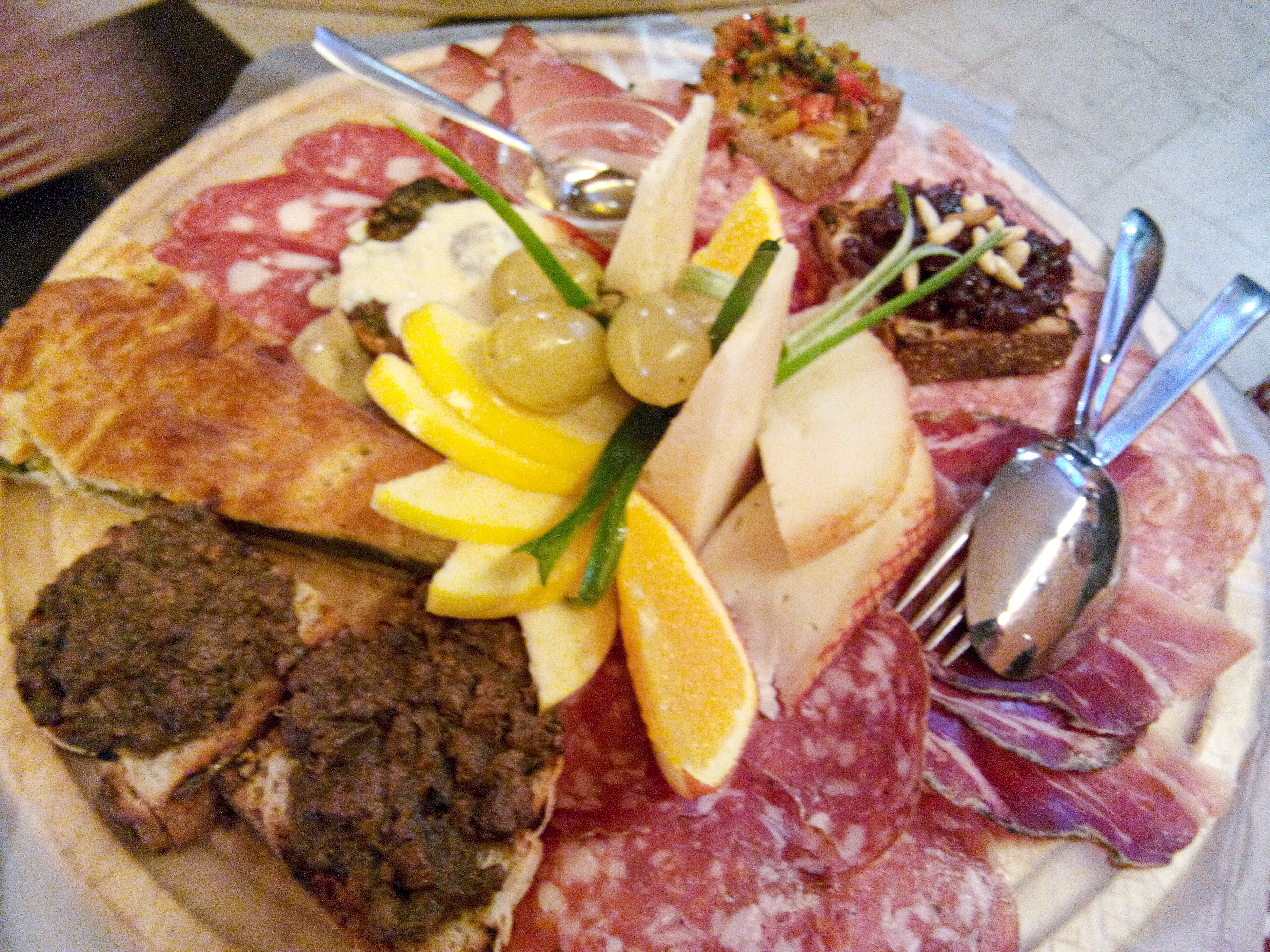
Antipasto toscano

Antipasto (italienisch für „vor der Mahlzeit“, Plural Antipasti) ist die italienische Bezeichnung für „Vorspeise“. Die Antipasti der italienischen Küche bestehen aus kleinen Gerichten als Auftakt eines mehrgängigen Menüs. Typisch sind luftgetrockneter Aufschnitt wie Schinken oder Salami, begleitet von gebratenem, in Olivenöl eingelegtem Gemüse wie Auberginen, Zucchini, Paprika, Pilzen oder frischem Gemüse oder Obst, marinierte Fische und Meeresfrüchte sowie pikant belegte, geröstete Brotscheiben.
In italienischen Restaurants ist es üblich, vorbereitete Antipasti in einer Vitrine zu präsentieren, aus denen der Gast sich eine Auswahl nach Geschmack zusammenstellen lassen kann.

## Liste einiger Antipasti
- Bruschetta – geröstetes Brot mit gewürfelten Tomaten oder einer Oliven- oder Leberpaste
- Mozzarella
- Caprese – Mozzarella auf Tomaten mit frischem Basilikum
- Fiori di Zucca oder Sciurilli – frittierte Zucchiniblüten
- Peperonata – gebratene oder gekochte Paprikastreifen, mariniert mit Olivenöl, Zitrone und Knoblauch
- Tartine oder Stuzzichini – Appetithäppchen
- Supplì oder Arancini – frittierte gefüllte Reisbällchen
- Prosciutto e Melone – Parmaschinken mit Honigmelone
- Aufschnitt wie Parmaschinken, Salami, gekochter Schinken, Coppa oder Bresaola
- Carpaccio – hauchdünne Scheiben von rohem Rinderfilet mit geraspeltem Parmesankäse und Olivenöl
- Vitello tonnato – gekochtes und aufgeschnittenes Kalbfleisch mit Thunfischsauce
- Frutti di Mare – Meeresfrüchte, roh und/oder gekocht
- Tonno affumicato – geräucherter Thunfisch
- Sarde in saòr – marinierte Sardinen
- Pesce spada affumicato – geräucherter Schwertfisch
- Baccalà – panierter Stockfisch
- Cocktail di gamberetti – Garnelencocktail
- Cozze gratinate – gratinierte Miesmuscheln
- Sauté di vongole veraci – Sauté von Venusmuscheln